# Humberto Párraga Chirveches
Humberto Párraga Chirveches (Sucre, 10 de octubre de 1941) es un médico y escritor boliviano que reside en Springfield, Illinois, en los Estados Unidos.

## Biografía
Humberto Párraga Chirveches es un médico boliviano-americano, nacido en Sucre. Estudió Medicina e Idiomas en la Universidad de San Francisco Xavier. Vive en Springfield, Illinois, en los Estados Unidos, por los últimos 42 años. Sus escritos literarios denotan interés en los aspectos sociales y económicos de Latinoamérica, así como en los aspectos filosóficos y poéticos de la Literatura.

## Experiencia
Estudió en la Facultad de Medicina y la Escuela de Idiomas de la Universidad Mayor Real y Pontificia San Francisco Xavier de Chuquisaca, obteniendo los títulos de Médico-Cirujano y Licenciado de Idiomas.  En el proceso de obtener su educación recibió varias distinciones. Después de su graduación, trabajó en el Hospital Antituberculoso San Pedro Claver, y subsecuentemente en varios Centros Mineros, prevalentemente, en el Hospital de Especialidades de Catavi. Emigró a los Estados Unidos en 1975. 

## Obras Publicadas en el campo literario
- Los Elegidos (Relatos) - 1995
- El Camino Andado (Poesía) - 1999
- Juguetes Poéticos (Poesía) - 2001
- Icosaedros (Poesía) - 2003
- A Contraviento (Poesía) - 2005
- El hombre de los ecos (Relatos) - 2008
- Corceles (Prosa poética) - 2009
- Granos de Arena (Aforismos y reflexiones) - 2013
- El Arúspice (Novela-Ensayo) - 2015
- El soldado Itinerante (Relatos) - 2020
- El desdeñable misterio de los sueños (Relatos) - 2021
- Ellos siempre llegan al trote (Novela-Ensayo) - 2021

## Reconocimientos
Recibió un Premio del Departamento de Cultura de la Universidad Mayor Real y Pontificia San Francisco Xavier de Chuquisaca (Concurso de Cuentos, 1967) Sucre, Bolivia. Después de un largo hiato reasumió sus actividades literarias, siendo finalista de la III Bienal de Novela “Premio Copé Internacional 2011”, Lima, Perú. Recibió Premios de los Concursos Franz Tamayo (Cuento, 2013), y Eduardo Abaroa (Cuento, 2018), La Paz, Bolivia.
- Datos: Q115800099